# ラングドック＝ルシヨン地域圏
ラングドック＝ルシヨン地域圏（Languedoc-Roussillon）は、フランス南部、地中海（リオン湾）に面するかつて存在した地域圏である。ラングドックはオック語（Langue d'Oc)が話されている地域であったことに由来する。
旧ミディ・ピレネー、旧オーヴェルニュ、旧ローナルプ、プロヴァンサルプ・コートダジュールと隣接する。南部にはオード川が流れる。スペイン、ジローナ県に属する自治体リビアが飛び地となって地域圏内にある。1659年のピレネー条約によってフランス領となった、カタルーニャの一部であったルシヨンとサルダーニャ（フランス語ではセルダーニュ）を抱えるため、カタルーニャ文化も残る。フランス革命前の古い県、ジェヴォーダン（en:Gévaudan）は現在のロゼール県に一部が含まれている（残りはオーヴェルニュに含まれる）。
2016年1月1日、ミディ＝ピレネー地域圏と統合し、オクシタニー地域圏となった。
日本の近畿地方と同程度の広さに、新潟県と同程度の人口がある。主要産業は農業のほかに造船、石油精製、鉄鋼、電子機器製造など。付近の海域では天然ガスやウラン鉱を産出し、フランスのエネルギーを支えている。工業の発達に伴い、スペインやポルトガル、北アフリカからの移住者が増える傾向にある。

## 行政区画
| 名称                                         | 人口(人) | 州都/主府/本部           | 備考 |
| -------------------------------------------- | -------- | ------------------------ | ---- |
| エロー県 Hérault                             | 971,000  | モンペリエ Montpellier   |      |
| オード県 Aude                                | 329,000  | カルカソンヌ Carcassonne |      |
| ガール県 Gard                                | 665,000  | ニーム Nîmes             |      |
| ロゼール県 Lozère                            | 75,000   | マンド Mende             |      |
| ピレネー＝オリアンタル県 Pyrénées-Orientales | 421,000  | ペルピニャン Perpignan   |      |

## 都市
- ペルピニャン
- ニーム
- カルカソンヌ

## ワイン
温暖で夏に雨の少ない文字通りの地中海性気候であるこの地方は、ぶどうの栽培に最適、というよりは恵まれすぎていて、ぶどうを植えっぱなしにしておけばそこそこの収穫があり普段飲むのには申し分のないワインができるため、「お茶がわり」あるいは「歯磨き用」などと揶揄される安ワインの産地だった。
しかし国民の生活水準が向上し、朝から酒を飲む人も少なくなり、お茶代わりのワインの需要が減ったため、ワインの品質向上が叫ばれるようになり、1980年前後からAOCクラスのワインも多く作られるようになった。ボルドーなどから、厳しい規制にとらわれず自由によいワインを作りたいという優れた醸造家が多数移入してきたこともあり、現在はかなり評価の高いワインがとれるようになってきている。